# Ішаліно
Іша́ліно (рос. Ишалино, башк. Ишәле) — присілок у складі Мечетлінського району Башкортостану, Росія. Входить до складу Ростовська сільської ради.
Населення — 223 особи (2010; 209 у 2002).
Національний склад:
- башкири — 91 %